# Langenselbold
Langenselbold – miasto w Niemczech, w kraju związkowym Hesja, w rejencji Darmstadt, w powiecie Main-Kinzig.

## Współpraca
Miejscowości partnerskie:
- Bad Klosterlausnitz, Turyngia
- Mondelange, Francja
- Simpelveld, Holandia